# 성진시 (대한민국)
성진시(城津市)는 대한민국 함경북도에 있는 대한민국의 시이다. 이북5도위원회가 관리하는 명목상의 행정 구역이다. 면적은 62.75km2로, 시청은 본동에 있었다. 11개 동으로 구성되어 있었으며, 이북5도청은 명예동장 8명을 임명하고 있다.

## 행정 구역
| 행정동         | 동 숫자 | 법정동                           | 비고                                          |
| -------------- | ------- | -------------------------------- | --------------------------------------------- |
| 성남동(城南洞) | 1       | 행(幸)                           |                                               |
| 송암동(松巖洞) | 1       | 송중(松中)                       |                                               |
| 쌍암동(雙巖洞) | 1       | 농성(農城)                       |                                               |
| 쌍포동(雙浦洞) | 3       | 성현(城峴) 쌍포(雙浦) 흥평(興坪) |                                               |
| 역전동(驛前洞) | 1       | 본(本)                           | 성진시의 시청 소재지이자 학성군의 군청 소재지 |
| 청학동(淸鶴洞) | 1       | 남(南)                           |                                               |
| 해안동(海安洞) | 1       | 양호(楊湖)                       |                                               |
| 한천동(漢川洞) | 2       | 서(西) 욱(旭)                    |                                               |

## 참고 문헌
- “함경북도 시군 소개”. 이북5도위원회.
- “함경북도 기구 및 정원”. 이북5도위원회.

## 같이 보기
- 김책시